# Guillaume de Rubrouck
Guillaume de Rubrouck (neerlandès: Willem van Rubroeck)  (Rubrouck, dècada del 1220 - dècada del 1290 (>1293)) o Willem van Ruysbroeck, també anomenat Rubruquis fou un religiós franciscà i viatger medieval que fou enviat com a ambaixador davant els tàrtars i mongols pel rei Lluís IX de França.

## El viatge de Guillaume de Rubrouck
Va sortir de Constantinoble el 7 de maig de 1253 i per la mar Negra va arribar als emporis comercials de Gènova a Crimea, arribant a Soldaia el 21 de maig.
Va penetrar a l'estepa russa, al kanat de Qiptxaq. Va descriure encertadament l'aspecte físic del país, dels mongols mateixos i de les seves ciutats ambulants; parlà del qumiz, la llet fermentada d'ase (beguda nacional mongola) i el vi mongol. El 31 de juliol de 1253 va arribar al campament de Sartaq, el fill de Batu Khan, al baix Volga. Sartaq era nestorià i Rubrouck fou introduït a la seva cort per un alt càrrec de la cort que també era nestorià, anomenat Coyat. Sartaq es va mostrar molt informat dels afers d'Occident. Després va seguir el viatge i va arribar al ordo (campament) de Batu, on tenia el seu tron, i romania rodejat d'una de les seves dones i diversos consellers.
Batu el va enviar al gran kan Mongke, i va travessar el riu Ural (o Yaïk) entrant a l'estepa asiàtica. Va seguir el Tchu, va passar a sis dies de Talas, va creuar l'Ili, i al nord d'aquest va passar per la ciutat d'Equius, habitada per tadjiks de llengua persa i després per Cailac (Qayaligh, propera a la moderna Kopal) on hi havia una important comunitat nestoriana junt amb una comunitat budista uigur, d'on va sortir el 30 de novembre de 1253 i va arribar a l'extrem oriental del Baikal, i d'allí va creuar la regió d'Iemil o Tarbagatai, feu dels ogodeïdes, per arribar finalment al ulus de Mongke.

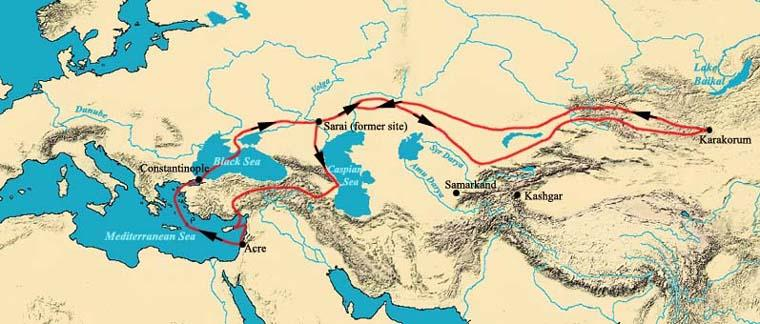
El viatge de Guillaume de Rubrouck (1253-1255)

El gran kan li va donar audiència el 4 de gener de 1254. Allí va trobar una dona de nom Pacualeta, que es feia dir Lorena de Metz, que havia estat segrestada a Hongria i posada al servei d'una de les esposes nestorianes del gran kan i s'havia casat amb un arquitecte rus. Fins i tot hi va trobar a un orfebre de París, de nom Guillaume Boucher, que tenia un germà a París, i que havia estat successivament al servei de la reina vídua Sorgaqtani i del germà petit de Mongke, Ariq Boka (Arïq-böga o Arik Boka), tots dos de simpaties cristianes. Roubrouk va constatar diverses cerimònies dels nestorians, a algunes de les quals assitia el mateix gran kan.
Després el viatger va anar a Karakorum on va arribar el 5 d'abril de 1254 on fou rebut per Guillaume Boucher que estava casat amb una dona nascuda a Hongria però filla d'un musulmà, que parlava turc comà i francès. Allí també hi havia un home de nom Basili, també nascut a Hongria però fill d'un anglès, que també parlava francès i turc comà. El dia de Pasqua va assistir a la celebració a l'església nestoriana de Karakorum; a la ciutat també va registrar dues mesquites, i dotze pagodes o temples budistes o taoistes. Fou saludat pel príncep Arik Boka que li va donar la mà i li va fer el signe de la creu.
Rubrouck va assistir a una controvèrsia entre nestorians i musulmans i Arik Boka va prendre partit obertament pels primers. El 30 de maig de 1254 va assistir a una gran controvèrsia religiosa a Karakorum, en presència de tres àrbitres, i va parlar en favor de les tendències deistes (cristians i musulmans) contra els budistes.
Rubrouck va sortir de Karakorum el 18 d'agost de 1254 amb la resposta de Mongke: "No hi més que un deu al cel i un sobirà a la terra, Genguis Khan fill de deu; i en nom del cel etern i del seu representant a la terra, Mongke dona al rei de França l'orde de reconèixer el seu vassallatge envers meu". Va tardar dos mesos i sis dies en el retorn fins al Volga. Es va creuar amb el rei Hetum I que anava a retre vassallatge al gran kan i va arribar al setembre a l'ordo de Batu Khan, que sembla que llavors s'havia instal·lat a la seva nova residència de Vella Sarai.
Llavors Rubrouck va passar pels país dels alans, el pas de Derbend i el Moghan on es va aturar per ser rebut pel general Baidju, cap de l'exèrcit a Pèrsia i el Caucas. El seu intèrpret va anar a Tabriz, a trobar a Argun Agha, administrador civil de la mateixa Pèrsia. Va passar el Nadal a Naxçıvan i després va passar cap a Erzindjan, Qaisariya, i Konya, i cap al regne d'Armènia Menor o Petita Armènia, embarcant a Lajazzo cap a Xipre.
Va escriure un relat del viatge amb el nom Voyage dans l'empire Mongol.
Va viure fins al 1295.